# Pomacentrus nagasakiensis
Pomacentrus nagasakiensis es una especie de peces de la familia Pomacentridae en el orden de los Perciformes.

## Morfología
Los machos pueden llegar alcanzar los 10 cm de longitud total.

## Hábitat
Es un pez de mar.

## Distribución geográfica
Se encuentra desde las Maldivas y Sri Lanka hasta Vanuatu, sur del Japón, noroeste de Australia y Nueva Caledonia